# Von Boddien

Familiewapen van Von Boddien (Nederland, 1898)

Von Boddien is een Nederlands, oorspronkelijk Mecklenburgs geslacht, waarvan leden vanaf 1898 behoorden tot de Nederlandse adel en dat in 1967 in Nederland uitstierf maar in Duitsland nog voortleeft.

## Geschiedenis
De stamreeks begint met Bernhard Gottfried Boddien, heer van Danneborth en Alten-Karim (1694-1758). Zijn zoon August Gotthard von Boddien (1731/1732-1795) werd bij diploma van keizer Leopold I verheven in de rijksadelstand. Diens zoon trouwde in 1794 met een Nederlandse en hun zoon vestigde zich in Vollenhove en trouwde met een lid van het baronale geslacht Sloet. Bij KB van 19 december 1898 werd een zoon van het echtpaar von Boddien-Sloet ingelijfd in de Nederlandse adel; met een dochter van hem stierf de Nederlandse adellijke tak in 1967 uit.
Een andere zoon van August Gotthard von Boddien (1731/1732-1795) werd de stamvader van de anno 2018 nog voortlevende Duitse adellijke takken, waarvan er inmiddels verscheidene zijn uitgestorven. Anno 2018 leefden er nog tien mannelijke adellijke telgen, van wie de laatste werd geboren in 2016.

## Enkele telgen
August Gotthard von Boddien, heer van Danneborth en Alten-Karim (1731/1732-1795)
- Friedrich Gotthard von Boddien, heer van Alten-Karim en Viechel (1769-1842), majoor
  - Mr. Frederik von Boddien (1800-1852), ontvanger der registratie en domeinen te Vollenhove
    - Jhr. Frederik Hendrik von Boddien (1840-1920), luitenant-kolonel, in 1898 ingelijfd in de Nederlandse adel
      - Jkvr. Gesina Catharina Louise von Boddien (1881-1967), laatste telg van het Nederlandse adellijke geslacht
- Johann Caspar von Boddien, heer van Danneborth en Weisin (1772-1845), generaal-majoor, opgenomen in de Mecklenburgse ridderschap in 1822
  - Adolf Hermann von Boddien, heer van Klein-Plasten (1812-1885), hofmaarschalk
    - Wilhelm Adolf Hermann von Boddien (1842-1920), ritmeester en kamerheer
      - Wiwigens Adolf Thassilo Emmo von Boddien (1879-1950), majoor
        - Wolf Dietrich Wilhelm Manfred Hugo von Boddien, heer van Münsterberg (1908-1945), koopman
          - Jörg Detlef Wilhelm Friedrich Gotthard von Boddien (1938), koopman en anno 2018 hoofd van het geslacht